# Gnarrenburg

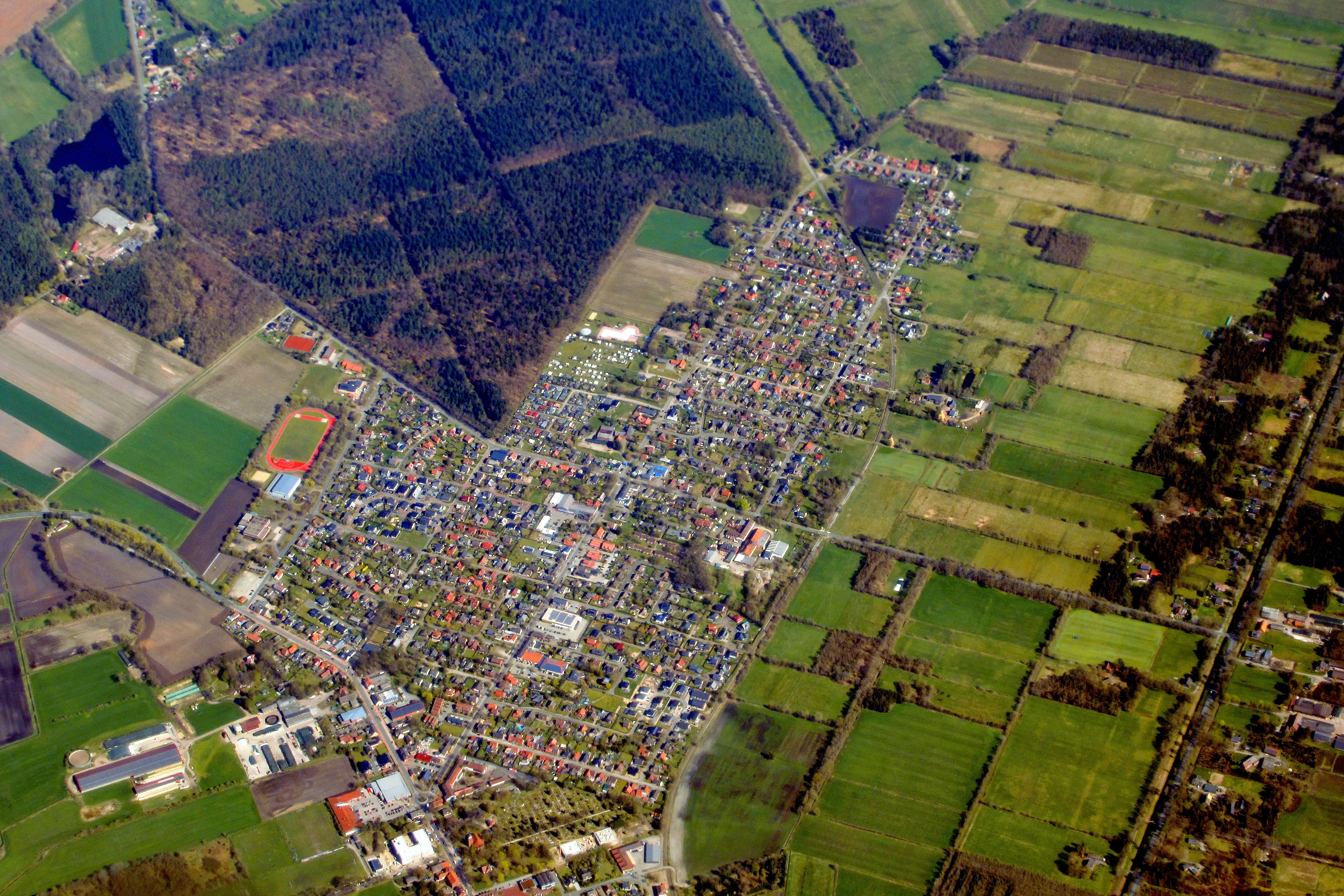
Gnarrenburg

Gnarrenburg ist eine Gemeinde im Landkreis Rotenburg (Wümme) in Niedersachsen. Sie liegt am Oste-Hamme-Kanal zwischen Zeven, Bremervörde und Osterholz-Scharmbeck und hat rund 9180 Einwohner, wovon ungefähr 3100 auf den Hauptort Gnarrenburg entfallen.

## Geografie

### Geografische Lage
Gnarrenburg ist Schwerpunktgemeinde des Fremdenverkehrs im Teufelsmoor. Der Ort hat einen Bahnhof an der überwiegend dem Moorexpress dienenden Bahnstrecke Bremervörde–Osterholz-Scharmbeck. Das Gebiet wird vom Oste-Hamme-Kanal durchzogen, der die beiden Flüsse Oste und Hamme miteinander verbindet. Dieser diente früher der Torflieferung nach Bremen und Hamburg.

### Gemeindegliederung
Die Gemeinde Gnarrenburg besteht aus den folgenden zwölf Ortschaften:
1. Augustendorf: 243 Einwohner
2. Barkhausen: 235 Einwohner
3. Brillit (mit Rübehorst): 971 Einwohner
4. Fahrendorf (mit Fahrendahl): 379 Einwohner
5. Findorf (mit Kolheim): 321 Einwohner
6. Glinstedt: 588 Einwohner
7. Gnarrenburg (mit Dahldorf und Geestdorf): 3113 Einwohner
8. Karlshöfen (mit Karlshöfenermoor): 1306 Einwohner
9. Klenkendorf: 220 Einwohner
10. Kuhstedt: 1117 Einwohner
11. Kuhstedtermoor: 228 Einwohner
12. Langenhausen (mit Friedrichsdorf): 543 Einwohner

(Quelle: Einwohnerzahlen vom Dezember 2022 jeweils unter den betreffenden Ortschaften)
Zum Kernort Gnarrenburg gehören des Weiteren der 1904 eingemeindete ehemalige Ortsteil Geestdorf und die 1782 gegründete Moorkolonie Dahldorf, die im Jahr 1932 nach Gnarrenburg eingemeindet wurde.

### Nachbargemeinden
Gnarrenburg grenzt an die Gemeinden Basdahl, Oerel, Bremervörde, Sandbostel, Selsingen, Ostereistedt, Rhade und Breddorf im Landkreis Rotenburg (Wümme), Worpswede, Vollersode und Holste im Landkreis Osterholz sowie Kirchwistedt im Landkreis Cuxhaven.

## Geschichte
Auf eine vorgeschichtliche Besiedlung im Bereich von Gnarrenburg weisen das Steingrab im Eichholz und mehrere Hügelgräber im Gnarrenburger „Eichholz“ hin. Weitere vorgeschichtliche Funde wurden an der Geestzunge zwischen Gnarrenburg und Karlshöfen gemacht. Wahrscheinlich waren diese Geestzungen bereits in der Jungsteinzeit durch Bohlenwege verbunden gewesen. Archäologische Funde, wie Bohlen, Pfähle und die über 4000 Jahre alte Scheibenräder von Gnarrenburg zeugen von dieser Epoche. Die Fundstücke befinden sich im Kreismuseum Bremervörde, dem Bachmann Museum.
Der Ortsname Gnarrenburg geht zurück auf eine gleichnamige abgegangene Burg, die am Südende des Ortes im Moor lag. Sie befand sich an der nördlichen Geestzunge zwischen Gnarrenburg und Karlshöfen. Diese Geestzunge war der einzige Überweg durch das Teufelsmoor bzw. das Gnarrenburger Moor. Die Gnarrenburg lag an einer schon im 11. Jahrhundert überlieferten Grenzlinie zwischen den Bistümern Bremen und Verden, deshalb dürfte es sich um eine Grenzburg gehandelt haben. Die Burg bestand nach Bodenfunden bereits um 1250. Gegen Ende des 16. Jahrhunderts erhob sich zwischen Segebade Clüver zu Wellen und der Familie von Issendorff ein Rechtsstreit um die Gnarrenburg, welcher im Jahre 1605 beendet wurde. Der Gnarrenburger Hof mit der Stätte der Burg und mehreren hundert Morgen Ländereien ging in den Besitz der Familie von Issendorff über. Die Burg war wahrscheinlich schon im 15. Jahrhundert verfallen und auch der Hof war mehr als 100 Jahre wüst. 1498 wird die Gnarrenburg als Ortsbezeichnung erwähnt und war damals offenbar schon aufgegeben. Wirtschaftshof der Burg war der alte Gnarrenburger Hof, auch Rüschhof genannt. Im 18. Jahrhundert wurde der Hof von dem Issendorffschen Meier Dierck Dücker bewirtschaftet, später von Albert Schröder. 1746 verkaufte Landrat Jürgen Melchior von Issendorff „den alten adeligen Sitz, die Gnarrenburg“ mit allem Zubehör für 675 Reichstaler an den Forstsekretär Wilhelm von Mackphail. Von diesem erwarb 1752 der hannoversche Staat, die „Königlich Churfürstliche Cammer“, den vollfreien Hof zur Gnarrenburg. Die königliche Kammer richtete dort eine Vogtei, die Amts- oder Moorvogtei Gnarrenburg ein. Dieser Vogtei wurden die damals und später entstehenden Moorkolonien unterstellt. Das letzte Wohngebäude des Gnarrenburger Hofes, die alte Amtsvogtei, wurde 1937 abgebrochen.
Die Geestzunge war auch im Dreißigjährigen Krieg umkämpft. Zu der Zeit wurden noch vorhandene Wallreste zu einer Schanze ausgebaut, bei der es mehrfach zu Kämpfen kam. 1658 wurde die Schanze durch die Schweden erneuert. 1757 wurde sie im Siebenjährigen Krieg erneut wiederhergestellt. 1887 war sie noch als „kleiner Sandhügel“ sichtbar. Auch am Ende des Zweiten Weltkriegs war die Geestzunge für die Gegend von Bedeutung. Hier hatten Bürgermeister Garms und der Bürger Faktor durch eine weiße Flagge den britischen Truppen den Ort Gnarrenburg ohne Kämpfe und Zerstörung übergeben.
Auf dem Gelände des Gnarrenburger Hofes wurde die Gnarrenburger Kirche errichtet, die 1790 eingeweiht wurde. Auch der Ort Gnarrenburg liegt größtenteils im Bereich des alten Hofes. Gnarrenburg begann sich 1803 zu entwickeln. 1848 hatte der Ort 18 Wohngebäude und 117 Einwohner. 1871 gab es 26 Wohngebäude und 178 Einwohner.
1846 gründete ein in Bremervörde gebildetes Konsortium im Ortsteil Geestdorf die Glasfabrik „Marienhütte“, benannt nach Marie, der Gemahlin des späteren Königs Georg V. von Hannover. Der Aufschwung der Ortschaft Gnarrenburg begann 1876 mit der Übernahme der Glasfabrik „Marienhütte“ durch den Kaufmann, Glasmacher und Ofenbauer Hermann Lamprecht und dem Ankauf der Erfindung des legendären Tropfenzählers im Jahr 1881 vom Bremer Kaufmann und Erfinder Georg Hirdes. Der Tropfenzähler wurde weltberühmt und der Name Gnarrenburg war weltweit bekannt. Gnarrenburg entwickelte sich zum größten Standort für Glaswaren mit Stöpseleinbohrung.
Eingemeindungen
Am 1. März 1974 wurden die Gemeinden Augustendorf, Barkhausen, Fahrendorf, Findorf Klenkendorf, Kuhstedtermoor eingegliedert. Am 8. April 1974 kamen Brillit, Glinstedt, Karlshöfen, Kuhstedt und Langenhausen hinzu.

## Politik

### Gemeinderat
Der Rat der Gemeinde Gnarrenburg besteht aus 24 Ratsfrauen und Ratsherren. Dies ist die festgelegte Anzahl für eine Gemeinde mit einer Einwohnerzahl zwischen 9.001 und 10.000 Einwohnern. Die 24 Ratsmitglieder werden durch eine Kommunalwahl für jeweils fünf Jahre gewählt. Die aktuelle Amtszeit begann am 1. November 2021 und endet am 31. Oktober 2026.
Stimmberechtigt im Rat der Gemeinde ist außerdem der hauptamtliche Bürgermeister.
Die letzte Kommunalwahl vom 12. September 2021 ergab das folgende Ergebnis:
| Partei                           | Anzahl Sitze |
| -------------------------------- | ------------ |
| CDU                              | 13           |
| SPD                              | 8            |
| Grüne                            | 1            |
| Wählergemeinschaft Freier Bürger | 1            |
| FDP                              | 1            |

### Bürgermeister
Hauptamtlicher Bürgermeister der Gemeinde Gnarrenburg ist Marc Breitenfeld (CDU). Bei der letzten Bürgermeisterwahl am 12. September 2021 setzte er sich gegen Marcel van der Pütten (SPD) und Philipp Jagels (Die PARTEI) mit 59,66 % der abgegebenen Stimmen im ersten Wahlgang durch. Die Wahlbeteiligung lag bei 69,92 %. Breitenfeld trat seine Amtszeit am 1. November 2021 an.

### Ortsrat
Der Ortsrat, der den Ortsteil Gnarrenburg der gleichnamigen Gemeinde vertritt, setzt sich aus 13 Mitgliedern zusammen. Die Ratsmitglieder werden durch eine Kommunalwahl für jeweils fünf Jahre gewählt.
Bei der Kommunalwahl 2021 ergab sich folgende Sitzverteilung:
- SPD: 9 Sitze
- CDU: 4 Sitze

### Wappen
Das Kommunalwappen von Gnarrenburg wurde vom Stader Maler und Grafiker Synold Klein entworfen und am 24. April 1978 vom Gemeinderat beschlossen. Die Genehmigung durch den Landkreis Rotenburg (Wümme) erfolgte am 23. Januar 1979.
| Wappen von Gnarrenburg | Blasonierung: „In Silber über Wellen eine rote gezinnte Mauer mit einem Zinnenturm, darunter eine zwölfarmige grüne Lilienhaspel.“ |
| Wappen von Gnarrenburg | Wappenbegründung: Die rote gezinnte Mauer über den Wellen deutet auf die Gnarrenburg, die an der Wasserscheide gelegen, seit 1250 den Weg durch das Moor sperrte, und die der neuen Gemeinde den Namen gab. Die 12-armige Lilienhaspel versinnbildlicht den Zusammenschluss der ursprünglichen 12 Gemeinden. Die Lilien sind ein oft verwendetes Element in der Volkskunst dieser Landschaft, deren Orte als Geestdörfer am Rande des Moores oder als Orte der Moorkolonisation wie Inseln im Moore liegen. Das Wappen ist abgeleitet vom Wappen der Gemeinde vor 1974 (s. unten), welches heute noch gültig für den Ortsteil Gnarrenburg ist. |

|  | 00Blasonierung: „In Silber eine dreitürmige rote Zinnenburg, der mittlere Turm mächtiger mit zusätzlichem unteren Zinnenkranz; unten belegt mit einem silbernen Maueranker.“ |

### Flagge
|  | 00Hissflagge: „Die Flagge ist grün-weiß quergestreift mit dem aufgelegten Wappen in der Mitte.“ |

### Partnerschaften
Es besteht eine Partnerschaft mit:
 Baalberge, ehemalige Gemeinde und heutiger Ortsteil von Bernburg in Sachsen-Anhalt

## Kultur und Sehenswürdigkeiten

### Bauwerke

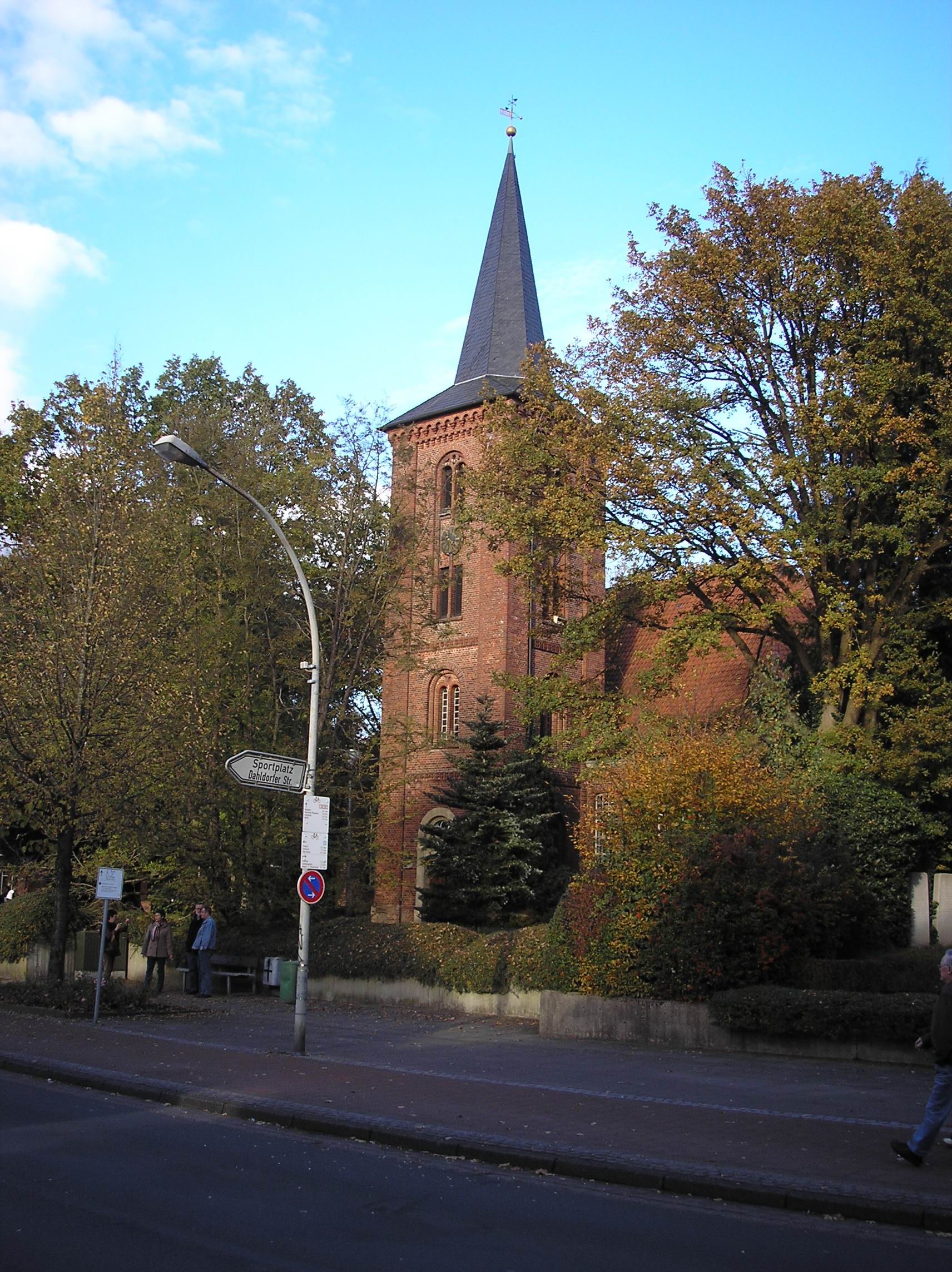
Die Pauluskirche im Ortskern von Gnarrenburg

- Das Steingrab im Eichholz ist eine neolithische Megalithanlage, die zwischen 3500 und 2800 v. Chr. als Anlage der Trichterbecherkultur entstand.
- Die evangelische Pauluskirche von Gnarrenburg wurde 1784 vom Moorkommissar Jürgen Christian Findorff geplant und gebaut und fasste 1000 Plätze. Eingeweiht wurde die Kirche  1790. Im Gegensatz zu den meisten anderen Kirchen steht der Turm hier an der langen Seite des Kirchenschiffs, in dessen Mitte sich der Altarraum mit der Kanzel befindet und die Gemeinde U-förmig um den Altar sitzt. Sie liegt auf der höchsten Erhebung des Ortes Gnarrenburg. Bevor die Kirche gebaut wurde, stand auf dem Gelände der Gnarrenburger Hof.
- Der Bahnhof an der Bahnlinie Stade–Bremen wurde 1909 vom Worpsweder Architekten Heinrich Vogeler gebaut. Heute findet man das Glasmuseum Gnarrenburg im Bahnhofsgebäude.
- Im Ortsteil Augustendorf kann ein historischer Moorhof besichtigt werden.  Die Hofanlage Augustendorf 11 und die Hofanlage Augustendorf 27 aus dem 19. Jahrhundert, beide in Fachwerk, stehen unter Denkmalschutz.
- Bedeutend ist der Oste-Hamme-Kanal, welcher die Gemeinde Gnarrenburg in einer Länge von 16 km von Nord nach Süd durchzieht. Der Oste-Hamme-Kanal wurde 1769 bis 1790 durch Jürgen Christian Findorff gebaut und diente der Entwässerung des Teufelsmoors und des Gnarrenburger Moors sowie dem Frachtverkehr mit Torf in die Metropolen Hamburg und Bremen. Im Norden beginnt der Kanal in Spreckens an der Oste und fließt im Süden der Gemeinde Gnarrenburg in die Hamme. Durch ein Schleusensystem fließt der Kanal in zwei Richtungen. Der höchste Punkt des Kanals liegt in der Ortschaft Langenhausen. Nach der Fertigstellung betrug die Sohlenbreite vier Meter und die Tiefe drei Meter. Heute hat der Kanal noch die Breite von ca. vier Meter, jedoch nur noch eine Tiefe von 1,50 Meter. Wander- und Fahrradwege liegen direkt am Oste-Hamme-Kanal.

### Museen
In Gnarrenburg gibt es drei Museen:
- das Glasmuseum im Bahnhofsgebäude[18]
- das Kartoffelmuseum im Ortsteil Brillit[19]
- das Museum Historischer Moorhof im Ortsteil Augustendorf mit Moorlehrpfad

### Naturdenkmäler

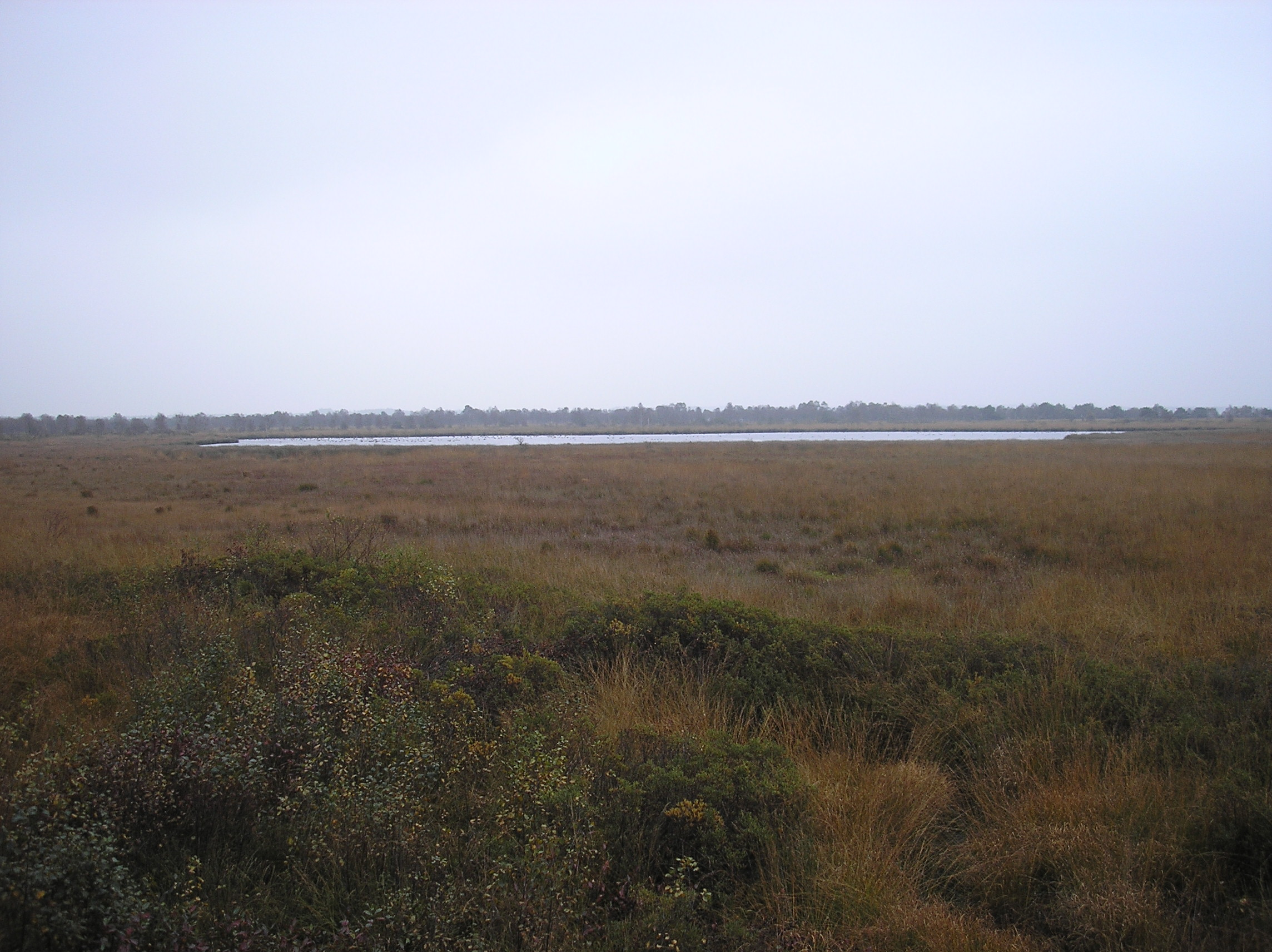
Blick auf Huvenhoopsmoor und Huvenhoopssee

Auf dem Gebiet der Gemeinde befindet sich mit dem Naturschutzgebiet Huvenhoopsmoor eines der wenigen noch intakten Hochmoore Niedersachsens. Innerhalb des Gebietes befindet sich der Huvenhoopssee als einer der letzten Hochmoorseen in Niedersachsen. Das Naturschutzgebiet liegt zwischen den Ortsteilen Glinstedt und Augustendorf.
Um dem Besucher Einblicke in die ursprüngliche Moorlandschaft, die Bedeutung von Mooren, Tier- und Pflanzenwelt, die Nutzung von Torf und die Zukunft der letzten Moore zu verschaffen, schuf die Gemeinde Gnarrenburg in Zusammenarbeit mit verschiedenen Organisationen den Moorerlebnispfad. Der rund 700 m lange Pfad führt die Besucher zu verschiedenen Stationen. Neben inhaltlich gestalteten Stationen gibt es auch drei Aktionsstationen, und zwar die Modderzone, in der man barfuß das Moor erleben kann, der historischen Vorbildern nachgebaute Knüppel- und Bohlendamm und einen Moorgraben, den man mit einem Stab überspringen kann. Zudem wurde ein Libellenteich angelegt.
Die Umgebung von Gnarrenburg ist im Herbst ein wichtiges Durchzugsgebiet für die nordeuropäischen Kraniche. Die großen Kranichschwärme auf den Wiesen und abgeernteten Felden ziehen zahlreiche Besucher an.

### Regelmäßige Veranstaltungen
Jeweils Mitte Oktober findet an einem Wochenende der Herbstmarkt, ein Volksfest, statt. Im Frühjahr findet das Blütenfest entlang des Oste-Hamme-Kanals statt, zu dem jedes Jahr mehr als zehntausend Besucher kommen. In Augustendorf finden mehrere Karnevalsveranstaltungen statt. Gnarrenburg ist zudem der Ausgangspunkt für Wanderungen durch das Moorland, die Wege sind ausgeschildert. Außerdem sind das Schützenfest sowie das jährliche Campertreffen erwähnenswert.

## Wirtschaft und Infrastruktur

### Verkehr
Die Infrastruktur ist gut ausgebaut. Die Gemeinde ist vor allem über die Bundesstraße 74 gut zu erreichen. Sie verfügt im Ortsteil Karlshöfen über einen Flugplatz, auf welchem auch Nachtlandungen möglich sind. Eine Schnellbuslinie verbindet Gnarrenburg mit Bremervörde. Der Bahnhof Gnarrenburg liegt an der Bahnstrecke Bremervörde–Osterholz-Scharmbeck. Die nächsten regelmäßig bedienten Bahnhöfe befinden sich in Bremervörde (Richtung Bremerhaven oder Hamburg) und Oldenbüttel (Richtung Bremen oder Bremerhaven). An den Wochenenden ist auch eine Zugverbindung mit der Museumsbahn Moorexpress zwischen Bremen Hauptbahnhof und Stade nutzbar, welche durch Landschaften (z. B. Teufelsmoor und Altes Land) führt. Auch der Schwerlastverkehr vom Hamburger Hafen nach Bremerhaven hat seine Route durch Gnarrenburg. Internationale Flughäfen befinden sich in Bremen und Hamburg.

### Ansässige Unternehmen
In der Gemeinde Gnarrenburg befindet sich die Zentrale des zweitgrößten europäischen Leuchtenherstellers Brilliant AG.
Daneben existieren ein großes internationales Torfwerk (Compo) und eine Sandgrube.
Weiter ist der Mittelstand mit Einzelhandel, Dienstleistung und Handwerk stark vertreten. Die Volksbank Osterholz-Scharmbeck unterhält hier Geschäftsstellen, ebenso unterhält die Sparkasse Rotenburg-Osterholz mit Sitz in Zeven hier Filialen.

### Torfabbau

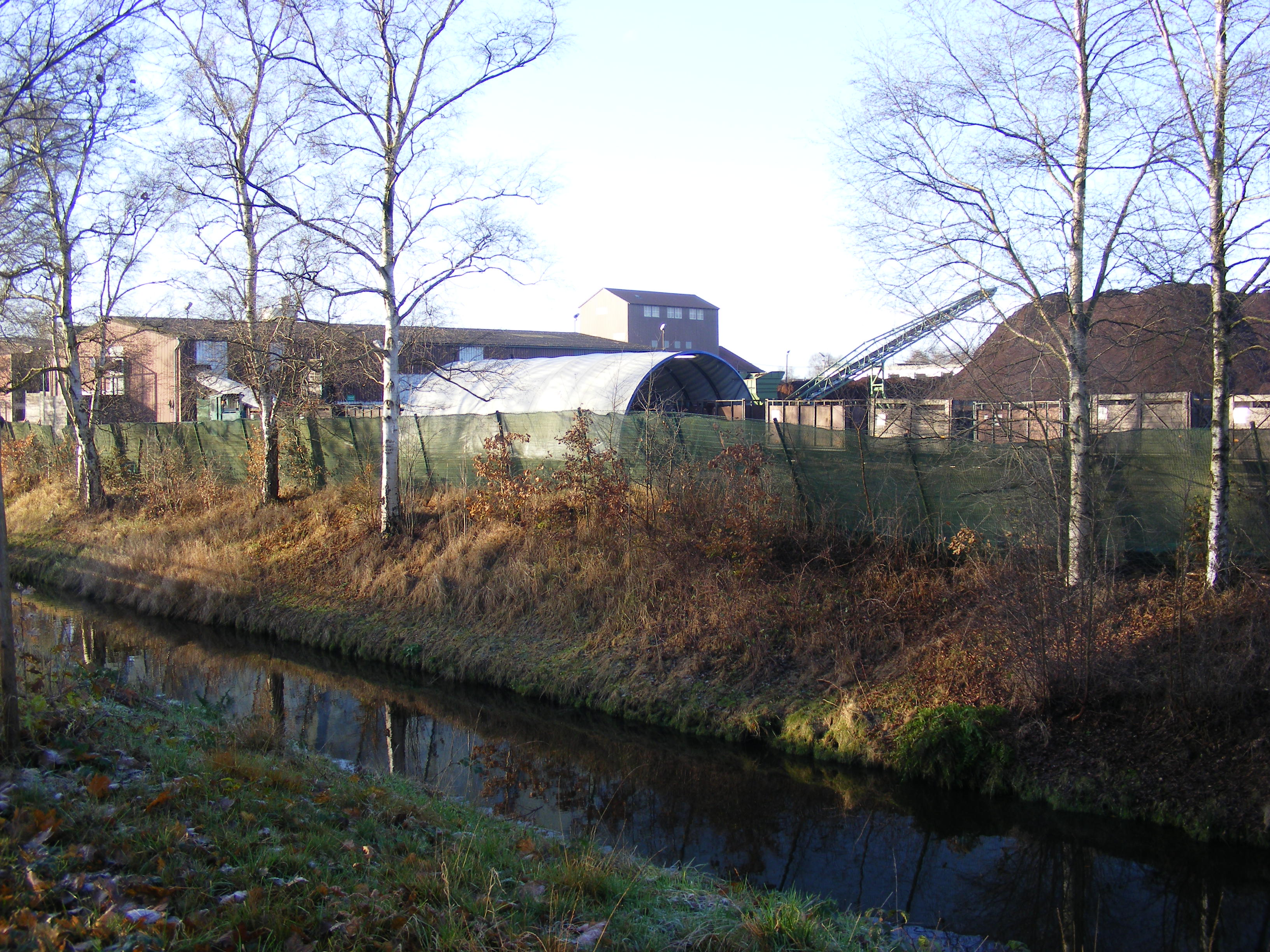
Torfwerk Gnarrenburg

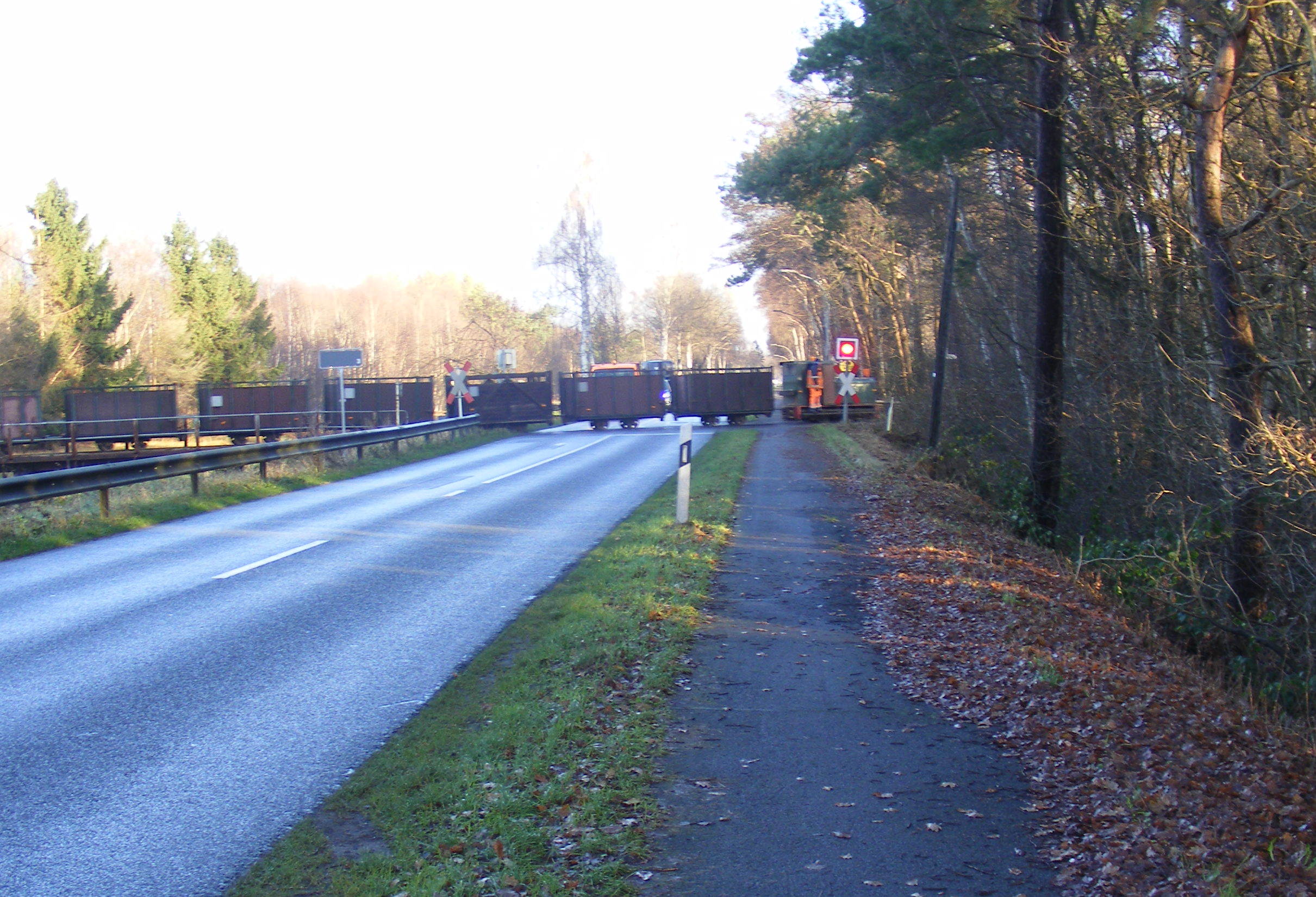
Zug der Torfeisenbahn überquert eine Straße auf der Fahrt ins Moor (2014)

Die Moorflächen auf dem Gebiet der Gemeinde, vor allem zwischen den Ortsteilen Glinstedt und Augustendorf, halten torfhaltige Böden vor. Dies weckte seit jeher das Interesse an der wirtschaftlichen Ausbeutung des Gebietes durch den Torfabbau.
Im Landesnutzungsplan der Landesregierung McAllister (2011–2013) war die Region um Gnarrenburg als „Vorranggebiet“ für den Torfabbau ausgewiesen. Neben dem traditionellen Humuswerk trieb das Torfwerk Sandbostel GmbH seit 2011 im Gnarrenburger Moor den Flächenaufkauf voran und sicherte sich die Nutzungsrechte über Optionsverträge. Die Torfwerk Sandbostel GmbH ist ein Zusammenschluss der Firmen Gramoflor in Vechta und Meiners GmbH & Co. KG aus Borstel im Landkreis Diepholz. Das „Vorranggebiet Gnarrenburger Moor“ hat eine Größe von 1400 Hektar, von denen sich im Jahr 2013 300 Hektar im Abbau befinden oder befanden. Im nördlichen Bereich des Vorranggebietes will das Torfwerk Sandbostel auf einer Fläche von 200 Hektar Torf in den Gemeinden Gnarrenburg und Sandbostel abbauen.
Das Landvolk Bremervörde hatte nach ersten Flächenaufkäufen steigende Pachtpreise beklagt. Bürger in Gnarrenburg gründeten die Bürgerinitiative zum Erhalt unserer Moore. Sie fordert vom Landrat in Gnarrenburg und Umgebung ein Moratorium um den Torfabbau zu stoppen. Die Landesregierung Weil I (ab 2013) legte in ihrem Regierungsprogramm ein umfangreiches Moorschutz-Konzept vor welches die Torfabbaugenehmigungen in Niedersachsen untersagt.

### Film und Fernsehen
Das Teufelsmoor rund um Gnarrenburg ist beliebter Drehort für zahlreiche Film- und Fernsehproduktionen. So wurde u. a. der Tatort: Hexentanz mit Maria Furtwängler in dieser Region gedreht. Weitere TV-Produktionen in der Gemeinde Gnarrenburg sind u. a. Landpartie, Land und Liebe, Die Flucht und Mein Nachmittag. Gnarrenburg war auch Drehort für die ZDF Kinderserie Löwenzahn.

### Öffentliche Einrichtungen
- Rathaus, Bahnhofstraße 1
- Tourist-Information Gnarrenburg, Hindenburgstraße 64
- Bücherei mit zahlreichen Werken.[23]
- Freiwillige Feuerwehr Gnarrenburg
- Waldbad, Hermann-Lamprecht-Straße 71e

#### Kindertagesstätten
- Kindertagesstätte „Kinderburg“ in Gnarrenburg
- Natur- und Waldkindergarten Gnarrenburg
- Kinderkrippe „Mäusehöhle“ in Gnarrenburg
- Kindertagesstätte Brillit
- Kindertagesstätte „Sprungschanze“ in Karlshöfen
- Kindertagesstätte Kuhstedt
- Kindertagesstätte „Wildfang“ in Glinstedt

#### Schulen
- Grundschule Karlshöfen
- Grundschule Klenkendorfer Mühle (Brillit)
- Grundschule Kuhstedt
- Oste-Hamme-Schule Gnarrenburg, Oberschule

#### Soziales
- Seniorenwohnanlage Gnarrenburg, Wilhelm-Busch-Weg 2
- Tagespflege Eulennest, Hindenburgstraße 18
- Tagespflege Haus der Diakonie, Hermann-Lamprecht-Straße 48a
- Tagespflege Idylle im Moor, Schwarze Flagge 57

#### Sonstige
- Jugend- und Begegnungsstätte Oase  im Ortszentrum
- Internetcafé

## Persönlichkeiten

### Söhne und Töchter der Gemeinde
- Wilhelm Brünings (1876–1958), HNO-Arzt und Hochschullehrer, im Ortsteil Kuhstedt geboren
- Volker Gransow (1945–2015), Hochschullehrer und Redakteur, im Ortsteil Karlshöfen geboren
- Werner Greth (1951–1982), Fußballspieler, im Ortsteil Brillit geboren
- Keke Topp (* 2004), Fußballspieler

### Personen, die mit der Gemeinde in Verbindung stehen
- Paul Andreas Matthaei (1662–1737), Prediger in Kuhstedt (→ Siehe unter: Otto Matthaei)
- Jürgen Christian Findorff (1720–1792), Moorkolonisator, er hat die Moore zwischen Wümme und Hamme, das Teufelsmoor nordöstlich von Bremen, vermessen, entwässert und durch Kolonisten bevölkert, durch seinen Einsatz für die Kolonisten bekam er den Beinamen „Vater aller Moorbauern“, gründete u. a. das nach ihm benannte Findorf
- Hermann Lamprecht (1846–1909), Glasmacher und Ofenbauer, betrieb u. a. die Marienhütte Gnarrenburg
- Rudolph Feuß (1862–1945), Bremer Pädagoge und Senator, starb in Gnarrenburg
- Alfred Wiegmann (1886–1973), Maler, im Ortsteil Kuhstedt gelebt und verstorben
- Karl H. Peter (1918–2003), Marineoffizier, zuletzt Konteradmiral und Personalchef bei SHAPE
- Gottfried Greiffenhagen (1935–2013), Jurist und Dramaturg, starb in Gnarrenburg
- Horst Rosengart (1936–2021), Architekt und Hochschullehrer, er schuf 1975 das Lampenwerk der Brillanthütte in Gnarrenburg
- Harm Dieder Kirschner (* 1962), Orgelbaumeister, arbeitete an der Orgel der Kuhstedter Erlöserkirche